# Nectria caulina
Nectria caulina är en svampart som beskrevs av Cooke 1876. Nectria caulina ingår i släktet Nectria och familjen Nectriaceae.   Inga underarter finns listade i Catalogue of Life.